# Julie Dufour
Ne doit pas être confondu avec Julie Dufour (personnalité politique).
Julie Dufour, née le 29 mai 2001 à Valenciennes, est une footballeuse française évoluant au poste de milieu offensive au Angel City FC.

## Biographie

### Carrière en club
Elle découvre la D1 avec le LOSC le 15 octobre 2017 à seulement 16 ans, lors d'une rencontre face à l'Olympique de Marseille. Lors de cette saison 2017-2018, elle participe à cinq matchs de championnat dont un avec une place de titulaire lors de la neuvième journée pour la réception de Guingamp. Elle monte en puissance lors de sa deuxième année dans l'équipe première et bénéficie de treize titularisations pour au total 21 matchs joués. Elle participe également à la finale de Coupe de France perdue contre Lyon. Le club est cependant relégué en D2 au terme de la saison 2018-2019. Elle devient alors la leader d'une attaque très jeune la saison suivante et inscrit sept buts très importants pour Lille, sans parvenir à remonter le club au sein de l'élite. 
Au printemps 2020, elle décide de rejoindre les Girondins de Bordeaux pour retrouver la D1 et signe un contrat de trois ans.
Après trois saisons en Gironde, Julie Dufour signe au Paris FC à l'été 2023 pour deux ans.
Le 17 décembre 2024, Julie Dufour signe à Angel City FC pour trois ans.

### Carrière en sélection
Julie Dufour a fait partie de toutes les équipes de France de jeunes depuis 2017. Avec les U19, elle a remporté le championnat d'Europe des moins de 19 ans 2019. En novembre 2019, elle est appelée en équipe de France des moins de 20 ans et dispute le mois suivant le tournoi Nike International Friendlies aux États-Unis qu'elle remporte avec les Bleuettes.
Elle honore sa première sélection en équipe de France féminine de football le 27 octobre 2023, étant titulaire face à la Norvège dans un match comptant pour la Ligue des nations.

## Palmarès
France -19 ans
- Vainqueur de l'Euro -19 ans en 2019

 France -20 ans
- Vainqueur du Nike International Friendlies en 2019

 LOSC Lille
- Finaliste de la Coupe de France en 2019

## Statistiques
| Saison                | Club                  | Championnat           | Championnat | Championnat | Coupe(s) nationale(s) | Coupe(s) nationale(s) | Total | Total |
| Saison                | Club                  | Division              | M.          | B.          | M.                    | B.                    | M.    | B.    |
| 2017-2018             | LOSC Lille            | Division 1            | 5           | 0           |                       |                       | 5     | 0     |
| 2018-2019             | LOSC Lille            | Division 1            | 21          | 2           | 4                     | 0                     | 25    | 2     |
| 2019-2020             | LOSC Lille            | Division 2            | 14          | 7           | 3                     | 1                     | 17    | 8     |
| Sous-total            | Sous-total            | Sous-total            | 40          | 9           | 7                     | 1                     | 47    | 10    |
| Total sur la carrière | Total sur la carrière | Total sur la carrière | 40          | 9           | 7                     | 1                     | 47    | 10    |